# Harvard Graphics
 (août 2025).
Harvard Graphics était un programme graphique et de présentation pour les ordinateurs compatibles IBM PC. La première version, nommée Harvard Presentation Graphics, a été publiée sous MS-DOS en 1986 par Software Publishing Corporation (SPC) et obtint une importante part de marché.
Ce programme a été retiré du marché en 2017.

## Histoire
Harvard Graphics a été l'un des premiers logiciels d'application de bureau permettant aux utilisateurs d'intégrer du texte, des graphiques d'information et des graphiques dans des présentations de diaporamas personnalisées. La version originale pouvait importer des données de Lotus 1-2-3 ou Lotus Symphony, des graphiques créés dans Symphony ou PFS Graph et du texte ASCII. Il pouvait exporter du texte et des graphiques vers les formats Computer Graphics Metafile et vers pfs:Write, également fabriqué par SPC. Son utilisation de graphiques vectoriels produisait des résultats moyens sur les écrans CGA et EGA utilisés à  l'époque, mais la sortie était généralement envoyée vers une imprimante de diapositives ou un traceur couleur.
« Présentation » a été supprimé du nom de la deuxième version, sortie en 1987, développée par Mario Chaves, Carl Hu, Lenore Kirvay et Dana Tom. Harvard Graphics 2.0 a ajouté la possibilité d'importer les plus récentes données des feuilles de calcul Lotus 1-2-3 avant de générer des graphiques, ainsi que des dessins et des annotations pour les graphiques. La version 3.0 n'a été publiée qu'en 1991, offrant des fonctions d'édition améliorées, mais ses capacités graphiques et d'exportation étaient alors surpassées par des concurrents comme Aldus Persuasion et Lotus Freelance.
Harvard Graphics a été utilisé comme produit bonus fourni avec Windows 95 par le détaillant australien Harvey Norman.

## Disparition
Leader du marché jusqu'à la fin des années 1980, Harvard Graphics connut des difficultés lorsque le marché se tourna vers Microsoft Windows. SPC publia une version pour Microsoft Windows 3.0 en 1991, mais sa part de marché n'approcha jamais les 70 % qu'elle détenait auparavant. Le marché Windows commença alors à être dominé par Microsoft PowerPoint, puis par l'intégration de PowerPoint dans Microsoft Office.
En 1996, Serif acheta les droits marketing exclusifs de la gamme de produits de Harvard Graphics, Inc. et assuma les responsabilités de support produit. Serif continua à commercialiser Harvard Graphics 98 pour Windows et d'autres logiciels sous la marque Harvard Graphics jusqu'au milieu de l'année 2017, date à laquelle le produit fut retiré du marché.